# 科拉爾金礦2
《科拉爾金礦2》是一部2022年印度卡納達語時代動作片，由普拉尚斯·尼爾編導，維傑·基爾甘度爾（Vijay Kiragandur）的漢巴利電影製作。本片為2018年電影《科拉爾金礦》的直接續集，也是《科拉爾金礦》系列電影的第二部作品。主演陣容包括亞許、桑傑·達特（卡納達語電影處女作）、萊維娜·坦登、斯里尼迪·謝蒂、普拉卡什·拉吉、艾查娜·喬伊斯、阿丘特·庫馬爾、瓦希夏塔·恩·希姆哈、拉奧·拉梅什、T·S·納迦巴拉納和馬拉威卡·阿維納什。電影講述洛基（Rocky）惡名昭彰，被印度政府視為對法律及秩序的威脅。洛基必須對抗來自各方的暗潮洶湧，以獲得無可挑戰的霸權。
《科拉爾金礦2》的製作預算為10億盧比，至此成為製作成本最高的卡納達電影。前集的布溫·高達回歸任職攝影指導，拉維·巴蘇回歸負責配樂及歌曲，烏瓦爾·庫爾卡尼（Ujwal Kulkarni）則取代斯里坎特·高達成擔任剪輯師。本片的部分內容是與前集連續拍攝而成，其餘內容的主要拍攝始於2019年3月，2020年3月受到印度的COVID-19封鎖政策而停止；2020年8月恢復拍攝，並於2020年12月殺青。拍攝地點包括班加羅爾、海德拉巴、邁索爾和戈拉爾。
《科拉爾金礦2》2022年4月14日在印度院線上映，並推出泰盧固語、泰米爾語、馬拉雅拉姆語和印地語配音版本。本片也是首部IMAX卡納達電影。電影獲得了觀眾的正面評價，但影評人的口碑褒貶不一，稱讚其表演、動作場面、導演技巧和故事，也批評其暴力及砸鍋的內容。本片儘管受到批評，仍足以視為卡納達電影界最受歡迎的大片，並創下了卡納達語、泰盧固語、泰米爾語、印地語和馬拉雅拉姆語的國內首映日紀錄，並在兩天內超越了前集的總票房，成為卡納達電影史上票房之最。《科拉爾金礦2》全球總票房約120億至125億盧比，成為上映時2022年全球票房第二高的印度電影、2022年印度本土票房最高的電影、全球第五高票房的印度電影，以及印度票房第三高的電影。

## 劇情
記者阿南德·英格拉吉在向電視新聞頻道24新聞（24/News）講完《科拉爾金礦：第一章》的事件後，意外中風而住院，兒子維傑延德拉·英加拉吉代為講述故事剩餘的部分。
洛基殺死了法定繼承人維拉特並接管了科拉爾金礦（KGF），更將瑞娜扣為人質，以確保古魯·潘迪安、安德魯斯、卡邁勒和拉金德拉·德賽的合作。當洛基表現出傲慢並戲弄瑞娜時，卡邁勒勃然大怒，威脅要殺死洛基，但反被洛基當場槍殺。此後，洛基下令開採八座隱藏的的礦井，而被洛基捉住的KGF指揮官瓦納拉姆決定幫助他，並訓練人們用槍。阿迪拉重新現身，殺死了前哨站的所有守衛。安德魯斯為了將洛基帶給阿迪拉，殺死了德賽，將瑞娜引誘到KGF外，而KGF外圍邊界的約翰按照阿迪拉的命令綁架了瑞娜。阿迪拉在洛基試圖拯救瑞娜時，一槍打中了洛基，但饒了他一命，並讓手下則封鎖了KGF的所有黃金出口。後來，謝蒂在印度西海岸與安德魯斯的其他下屬聯合起來，更在伊納亞·哈利勒的新支持下消滅了洛基的盟友。當KGF的人們陷入混亂時，瓦納拉姆推斷洛基將直接從源頭解決問題。
康復中的洛基前往杜拜與哈利勒進行黃金交易，同時殺死了哈利勒在印度各地的同夥，以奪回海岸，逼對方與自己做生意；洛基還向他購買了卡拉什尼科夫步槍。洛基帶著大批人馬使用新武器重創了阿迪拉的人馬，阿迪拉也身受重傷，洛基故意放了他一命。幾名部長對KGF感到憤怒，計劃對DYSS黨支持的政府提出不信任動議，以讓拉米卡·森上台，但洛基的人威脅其他部長反對投票，動議失敗。洛基還殺死了謝蒂，控制了孟買。潘迪安警告洛基，拉米卡·森的地位不斷上升，但洛基無視之。
1981年，拉米卡·森贏得印度大選並擔任總理。CBI官員卡納甘蒂·拉格萬堅持要森重視KGF，瞭解情況的森授權拉格萬突襲洛基的倉庫。年輕的阿南德·英格拉吉潛入KGF，直到被洛基抓獲，但洛基對他的誠實印象深刻，同意對方留在此紀錄一切。CBI在一次失敗的突襲中扣押了一塊400克的金條，導致洛基來到警察局將東西取回，並用白朗寧M2重機槍單槍匹馬摧毀了整間警察局。
洛基停止了KGF的所有出口，這導致與哈利勒的關係緊張，但仍繼續採礦。洛基找到了親生父親；對方是個拋棄了家人的酒鬼，所以付錢要他來照顧母親的新墳墓。瑞娜向洛基坦白了自己的感情，兩人最終結婚。洛基與森會面，並向她提供了一份揭露自己參與洗錢活動的證明文件；但森幾乎所有黨員都參與了腐敗，導致她無法採用。阿迪拉在失敗後仍然憤怒不已；他在哈利勒的支持下，與安德魯斯、達亞和約翰一起通過秘密的地下隧道進入KGF。就在瑞娜向洛基透露自己懷孕的消息時，阿迪拉開槍打死了她。在隨後的衝突中，洛基的軍隊殺死了安德魯斯和達亞，而洛基則相繼殺死了約翰及阿迪拉。洛基帶人隨即前往議會，在森面前槍殺了潘迪安。原來潘迪安策劃了對哥魯達的襲擊，導致阿迪拉被陷害，並事先將哥魯達的反擊告知了阿迪拉。洛基控制KGF後，潘迪安將此秘密通道透露給安德魯斯及阿迪拉，也在德里發起不信任動議，並說服謝蒂與哈利勒聯手。
森對洛基發出死刑令並強制印度軍隊執行。洛基帶著所有黃金登上了一艘船，撤離了KGF，並向印度、美國和印尼海軍發出了自己的行蹤信號，但拒絕投降。離開之前，為所有KGF的人們撤離並建立了新群體。森下令轟炸KGF和洛基的船，使他和黃金一同沉沒於海中，直至今日，黃金仍然下落不明。年輕的阿南德·英格拉吉對洛基的傳奇一生充滿熱情，決定將此寫一本書。
在片尾彩蛋中，洛基去世前三個月，中央情報局探員約翰·布克將一份檔案交給了拉米卡·森，當中包含洛基1978年至1981年間在美國和其他16個國家的罪行。回到現今，24新聞的打雜小弟在英格拉吉的圖書室找到了《科拉爾金礦：第三章》（KGF: Chapter 3）的最終稿，意味著故事尚未結束。

## 演員
- 亞許飾演「洛基」拉賈·克里希納帕·拜亞（Raja Krishnappa Bairya "Rocky"）：科拉爾金礦（英语：KGF (film series)）（KGF）的領導者。
  - 安莫·巴特卡（Anmol Vijay）飾演年幼的洛基
- 桑傑·達特飾演阿迪拉（Adheera）：蘇利亞瓦爾丹之弟
- 萊維娜·坦登（英语：Raveena Tandon）飾演拉米卡·森（Ramika Sen）：印度總理。
- 斯里尼迪·謝蒂（英语：Srinidhi Shetty）飾演瑞娜·德賽（Reena Desai）：洛基的女友，後來成為妻子。
- 普拉卡什·拉吉飾演維傑延德拉·英加拉吉（Vijayendra Ingalagi）
- 阿丘特·庫馬爾（英语：Achyuth Kumar）飾演古魯·潘迪安（Guru Pandian）：DYSS黨主席兼KGF的高階合夥人。
- 瓦希夏塔·恩·希姆哈（英语：Vasishta N. Simha）飾演卡邁勒（Kamal）：瑞娜的前未婚夫，KGF的前高階合夥人。
- 拉奧·拉梅什（英语：Rao Ramesh）飾演卡納甘蒂·拉格萬（Kanneganti Raghavan）：CBI官員。
- 馬拉威卡·阿維納什（英语：Malavika Avinash）飾演迪帕·赫格德（Deepa Hegde）：電視新聞頻道24新聞（24/News）的主編。
- T·S·納迦巴拉納（英语：T. S. Nagabharana）飾演斯里尼瓦斯（Srinivas）：24新聞的老闆。
- 伊斯瓦里·拉奧（英语：Easwari Rao）飾演法蒂瑪（Fathima）：法曼之母。
- 艾查娜·喬伊斯（英语：Archana Jois）飾演桑塔瑪（Shanthamma）：洛基之母。
- B·S·阿維納什（B. S. Avinash）飾演安德魯斯（Andrews）：謝蒂的老闆，KGF的前高階合夥人。
- 沙蘭·沙伽蒂（英语：Saran Shakthi）飾演法曼（Farmaan）：洛基的忠實手追隨者。
- 拉基·拉克什曼（Lakki Lakshman）飾演拉金德拉·德賽（Rajendra Desai）：瑞娜之父，KGF的前高階合夥人。
- 阿亞帕·P·夏爾馬（Ayyappa P. Sharma）飾演瓦納拉姆（Vanaram）：KGF指揮官。
- 安南特·納戈（英语：Anant Nag）飾演阿南德·英加拉吉（Anand Ingalagi）：《黃金之城》的作者。
  - 艾索克·夏馬（Ashok Sharma）飾演年輕的阿南德·英加拉吉
- 約翰·寇肯（英语：John Kokken）飾演約翰（John）：KGF外圍堅守者。
- 戈文德·高達（Govinde Gowda）飾演24新聞的打雜小弟
- 哈里什·拉伊（Harish Rai）飾演卡西姆（Khasim）：洛基的知己。
- 塔拉克·蓬納帕（Tarak Ponnappa）飾演達亞（Daya）：安德魯斯的秘書。
- 迪內什·曼加魯魯（Dinesh Mangaluru）飾演謝蒂（Shetty）：孟買的黃金走私販。
- 巴拉克里希納（Balakrishna）飾演伊納亞·哈利勒（Inayat Khalil）：杜拜的黑社會老大。
- 阿帕吉·安巴里沙·達爾巴（Appaji Ambarisha Darbha）飾演印度議會議長
- 拉梅什·英迪拉（Ramesh Indira）飾演蘇利亞瓦爾丹（Suryavardhan，存檔鏡頭）：KGF政治邪教的創始人，哥魯達和維拉特之父。
- 拉馬錢德蘭·拉朱（英语：Ramachandra Raju）飾演哥魯達（Garuda，存檔鏡頭）：蘇利亞瓦爾丹的長子。
- 維奈·比達帕（Vinay Bidappa）飾演維拉特（Virat）：蘇利亞瓦爾丹的次子，哥魯達之弟。
- B·蘇雷沙（英语：B. Suresha）飾演維塔爾（Vittal，存檔鏡頭）：KGF的奴隸。
- 魯帕·拉亞巴（Roopa Rayappa）飾演香蒂（Shanthi）：KGF的奴隸，育有一女。
- 克里希納帕（Krishnappa）飾演克里希納帕·拜亞（Krishnappa Bairya）：洛基之父。

## 備註
1. ↑  《新印度快報》和《每日新闻与分析》[8]皆報導稱，全球票房約120億盧比[9]至121.6億盧比[10]，《印度斯坦時報》則報導為120.7億盧比[11]。News 18頻道[12]與《今日印度》[13]都稱本片票房達124億盧比。《印度時報》[14][15]、《Vijaya Karnataka》[16]、TV9 Kannada頻道[17]及亞洲網新聞[18]報導的數據則為125億盧比。
2. ↑  或稱為《柯拉爾金礦2》、《黃金之城：第二章》。

## 外部連結
- 互联网电影数据库（IMDb）上《科拉爾金礦2》的资料（英文）
- 爛番茄上《科拉爾金礦2》的資料（英文）
- 《科拉爾金礦2》的Bollywood Hungama頁面